# Archipetalia auriculata
Archipetalia auriculata – gatunek ważki z infrarzędu różnoskrzydłych, jedyny z monotypowego rodzaju Archipetalia, klasyfikowanego w rodzinie Austropetaliidae lub monotypowej Archipetaliidae. Endemit Tasmanii.

## Taksonomia
Gatunek i rodzaj opisane zostały po raz pierwszy w 1917 roku przez Roberta Johna Tillyarda. Jako miejsce typowe wskazano Cradle Mountain na Tasmanii. Tillyard umieścił go w podrodzinie Aeschninae w obrębie żagnicowatych. Jeszcze pod koniec XX wieku klasyfikowane były w rodzinie Neopetallidae. W 1994 roku Frank Louis Carle i Jerry A. Louton wydzielili rodzaje Archipetalia, Austropetalia, Hypopetalia i Phyllopetalia do nowej rodziny Austropetaliidae, wskazując na ich przynależność do innej nadrodziny niż Neopetalia. W 1996 roku Austropetaliidae podzielone zostały przez Güntera Bechly’ego na dwie podrodziny, monotypowe Archipetaliinae oraz obejmujące resztę rodzajów Austropetaliinae. W tym samym roku Hans Lohmann wyniósł Archipetaliinae do rangi odrębnej rodziny – Archipetaliidae. F.L. Carle w pracy również opublikowanej w 1996 roku zachował Archipetaliinae jako podrodzinę, wyróżniając w jej obrębie jeszcze monotypowe plemię Archipetaliini. W wieku XXI spotyka się zarówno prace traktujące omawiany takson w szczeblu podrodziny Archipetaliinae, jak i takie traktujące go jako osobną rodzinę Archipetaliidae; w tym drugim przypadku łączone bywają z Austropetaliidae w klad Austropetaliida (Austropetaliata).

## Morfologia

### Owad dorosły

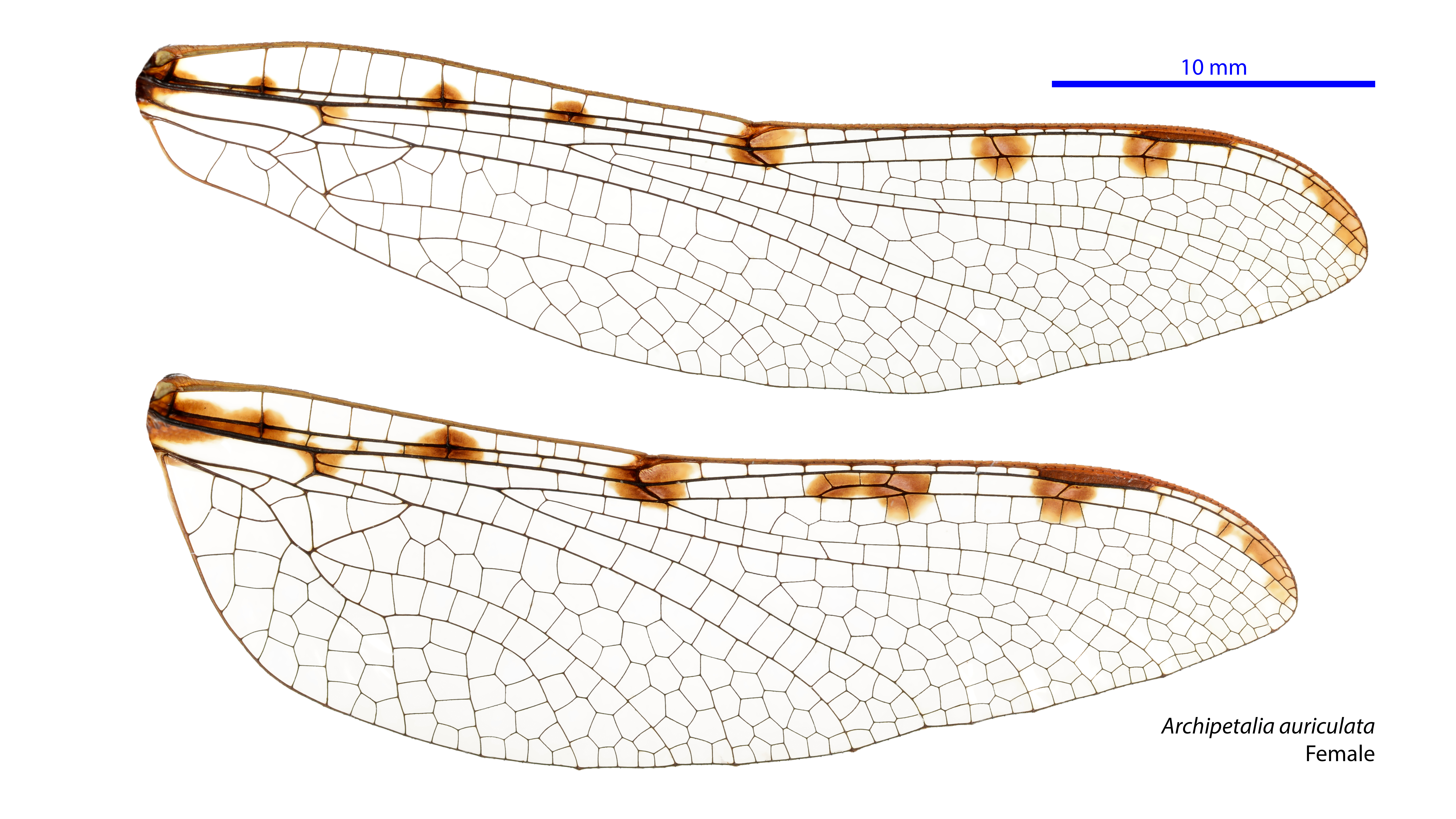
Skrzydła samicy

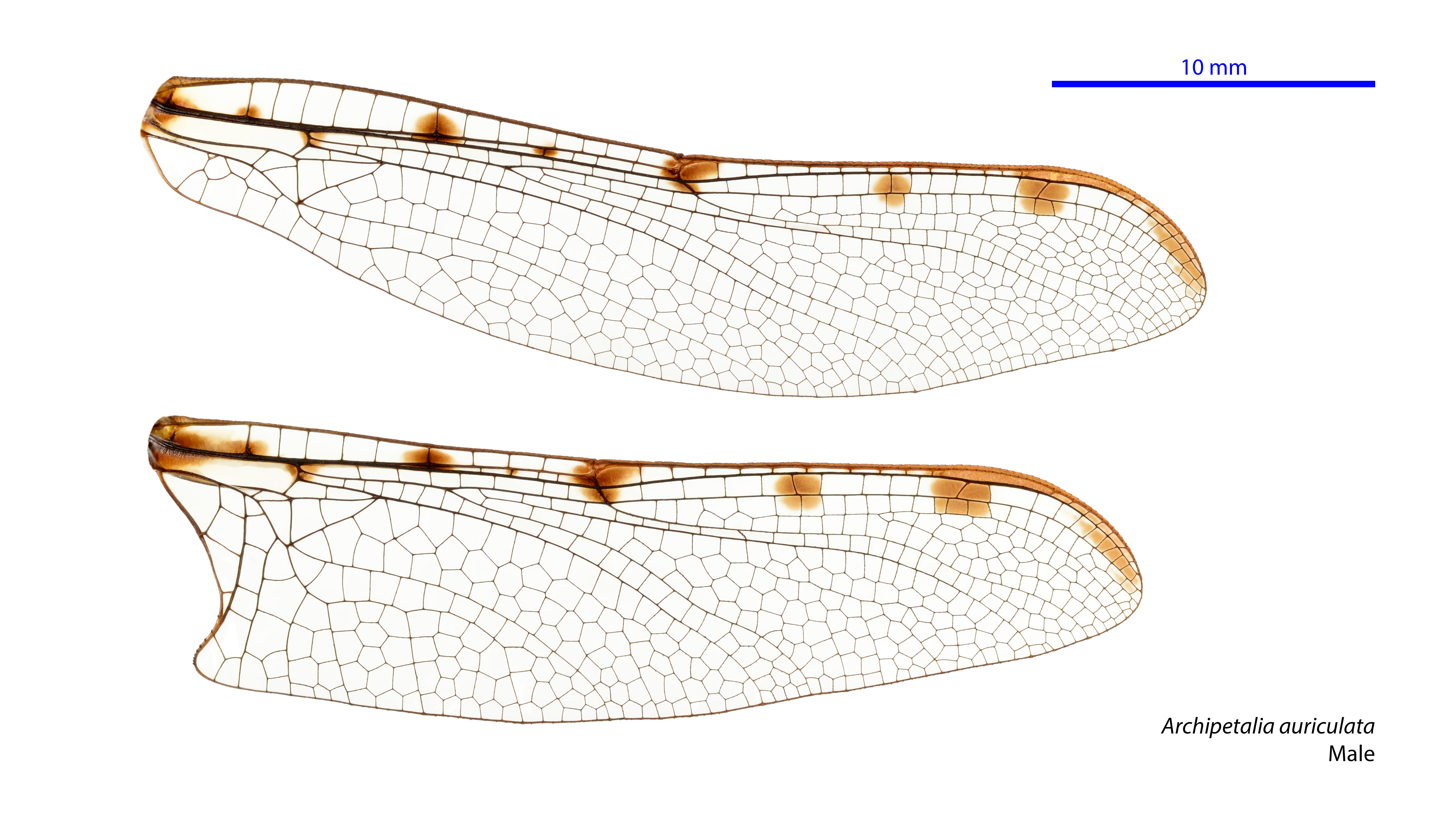
Skrzydła samca

Ważka osiągająca około 50 mm długości ciała i 32–35 mm długości przedniego skrzydła.
Głowa ma szerokie i wyraźnie zaokrąglone czoło, które u samca jest żółte z brązowawym dołem i ciemnobrązową przepaską, u samicy zaś żółcieni na czole jest mniej. Barwa ciemienia jest czarna, wzgórka potylicznego zaś żółta. Zaustek jest ciemnobrązowy, przedustek natomiast żółty. Oczy złożone są duże, z większymi fasetkami po stronie grzbietowej i mniejszymi po stronie brzusznej. Ubarwione są ciemnobrązowo z żółtym obwiedzeniem dolnej strony. Oczy te pośrodkowo zbliżają się do siebie na odległość równą w przybliżeniu średnicy środkowego przyoczka, jednak nie stykają się ze sobą, co odróżnia je od tych u pozostałych Austropetaliidae. Pośrodku ciemnobrązowej wargi górnej widnieją dwie małe, żółte kropki.
Tułów jest krótki, czarniawobrązowy z żółtymi paskami i kropkami, obficie owłosiony. Skrzydła są wydłużone, u samicy szersze niż u samca. Mają one po jednej kremowej plamce u podstawy żyłki kostalnej oraz po szeregu rdzawobrązowych plamek wzdłuż krawędzi kostalnych, większych u samicy niż u samca. Pierwsza z tych plamek leży przy pierwszej poprzecznej żyłce antenodalnej, druga leży ponad arkulusem, trzecia i czwarta są półkuliste i leżą odpowiednio w połowie i w ¾ odległości między podstawą skrzydła a nodusem, piąta leży nad nodusem, szósta w połowie odległości między piątą i siódmą, siódma pod dosiebną krawędzią pterostygmy, a ósma przy wierzchołku skrzydła. Ciemnobrązowa pterostygma jest wąska i wydłużona. Użyłkowanie jest gęste. Żyłek antenodalnych w przednim skrzydle jest kilkanaście, w tylnym zwykle dziesięć. Żyłka wspierająca pterostygmę nie jest ułożona wzdłuż jej nasadowej krawędzi. Druga gałąź żyłki radialnej tylnej jest słabiej pofalowana i mocniej rozbieżna od jej gałęzi pierwszej niż u innych Austropetaliidae. Żyłka interradialna pierwsza jest bardzo długa. Między drugą gałęzią żyłki radialnej tylnej a żyłką interradialną drugą występuje tylko jedna wyraźna żyłka ukośna, umieszczona w pozycji dystalnej. Przeciwnie do innych Austropetaliidae żyłka radialna tylna 3/4 oraz żyłka medialna przednia nie są pofalowane. Odnóża są czarne z ciemnobrązowymi nasadowymi częściami ud.
Odwłok samca jest walcowaty i przeciętnie gruby, u samicy zaś wyraźnie szerszy. Ubarwienie jego jest czarniawobrązowe z żółtawymi lub żółtawozielonymi znakami, jaskrawszymi u samca, bledszymi u samicy. W przeciwieństwie do innych Austropetaliidae żaden jego tergit nie ma podłużnego żeberka grzbietowego. Na wierzchu segmentów od szóstego do dziewiątego znajdują się wyraźne łatki szarego owłosienia. Segment dziesiąty ma na spodzie zaokrąglony wzgórek z parą ostrych, czarnych ząbków. Samiec ma na wierzchołku odwłoka czarne, spłaszczone, nieco skręcone, spiczasto zakończone przysadki odwłokowe oraz epiprokt wykształcony w formie bardzo szerokiej płytki o wierzchołku podzielonym na trzy płaty – środkowy z nich jest żółty z czarnym obrzeżeniem, ścięty na szczycie, boczne są zaś czarne, rozbieżne, rogowatego kształtu, znacznie mniejsze niż środkowy. Samica ma na wierzchołku odwłoka krótkie, stożkowate, zbiegające się ku sobie, czarno ubarwione przysadki odwłokowe.

### Larwa
Larwy osiągają do około 32 mm długości ciała. Oskórek ich jest rozlegle ziarenkowany.
Głowa ma oczy złożone wystające ku przodowi tak, że największa ich szerokość osiągana jest przed nasadami czułków. Czułki zbudowane są z czterech członów. Aparat gębowy wargę górną ma silnie rozszerzoną w części wierzchołkowej, osiągającą szerokość zbliżoną do przedbródka. Wykształcona w maskę warga dolna jest spłaszczona i wydłużona, o przedbródku i głaszczkach pozbawionych szczecinek. Po brzusznej i bocznych stronach głowy leży masywna listewka potyliczna.
Tułów ma odnóża o rozbudowanych dogrzbietowo udach. Ponad biodrami środkowej pary odnóży widnieje wystające i spiczasto zakończone mezokatepisternum (dolna część episternitu śródtułowia).
Odwłok ma segmenty od pierwszego do ósmego wyposażone w płaty boczne o kanciastych wierzchołkach. Podobnie jak u innych Austropetaliidae brak jest wewnątrz odwłoka mięśni poprzecznych, co uniemożliwia przedstawicielom rodziny stosowanie napędu odrzutowego. Przysadki odwłokowe w całej rodzinie Austropetaliidae są skrócone i osiągają długość mniejszą niż połowa długości brzusznej krawędzi dziesiątego segmentu odwłoka.

## Ekologia, występowanie i zagrożenie
Gatunek ten jest endemitem Tasmanii na południu krainy australijskiej. Podawany jest ze stanowisk rozproszonych na powierzchni około 15 tysięcy km² we wschodniej części wyspy, przy czym oszacowana w 2014 roku powierzchnia przystępnych dlań siedlisk wyniosła 6212 km².
Larwy przechodzą rozwój w błotnistych sadzawkach i strumieniach. Pojaw postaci dorosłych przypada na wiosnę, przypuszczalnie na listopad lub początek grudnia. Są aktywne co najmniej do późnego stycznia. Latają dość szybko i bardzo nisko, blisko poziomu gruntu. Obserwuje się je najliczniej wzdłuż drobnych cieków odprowadzających wody z terenów podmokłych.
W Czerwonej księdze gatunków zagrożonych IUCN ważkę tę umieszczono ze statusem gatunku najmniejszej troski ze względu na to, że większość jej zasięgu leży w obrębie parków narodowych. Gatunkowi temu zagraża jednak utrata siedlisk związana z globalnym ociepleniem i w przyszłości można się spodziewać zmiany tego statusu. Według szacunków z 2014 roku owad ten będzie silnie narażony na wyginięcie jeszcze przed 2055 rokiem, a ostatnie jego siedliska znikną do roku 2085.